# Tomo Vereš
Fr. dr Tomo Vereš (Subotica, 24. veljače 1930. – Zagreb, 9. prosinca 2002.) je bio bački hrvatski dominikanac, filozof, istaknuti prevoditelj, profesor teologije, knjižničar.
Rodio se u Subotici. U istom gradu je pohađao osnovnu i srednju školu. Nakon toga se zaredio u dominikance u Dubrovniku, a za svećenički red prima u Francuskoj 1949., u Etiollesu. 
Studirao je bogoslovlje i filozofiju. 1958. je postigao licencijat iz teologije, a 1970. na Bogoslovnom fakultetu u Zagrebu je obranio doktorsku disertaciju. 
Potom se opet vraća u Dubrovnik, gdje predaje na Dominikanskom filozofsko-teološkom učilištu, a od 1974. u Zagrebu na Filozofskom fakultetu Družbe Isusove. Od 1975. do 1985. pri ondašnjoj Biskupskoj konferenciji predsjedava Tajništvom za one koji ne vjeruju.
Radio je i kao samostanski knjižničar u zagrebačkom dominikanskom samostanu, gdje je samostansku knjižnicu "Hijacint Bošković" doveo do razine regionalnog spomenika kulture.
Sudjelovao je na brojnim međunarodnim kongresima.
U svom radu se posebice posvetio proučavanju i prevođenju srednjovjekovnih filozofa sv. Alberta Velikog, sv. Tome Akvinskog i Jacquesa Maritaina. Među ostalim, zamjetan je njegov prinos uspostavi dijaloga s marksistima, te pitanjima važnim za položaj bunjevačkih Hrvata u Bačkoj, kao primjerice u djelu: «Bunjevačko pitanje danas» (1997., nakladom NIP Subotičke novine i katoličkog Instituta za kulturu, povijest i duhovnost «Ivan Antunović» iz Subotice). Njegov doprinos na ovom području je bio pionirski.
Njegovo proučavanje sv. Tome Akvinskog je bilo toliko veliko, da je Tomo Vereš najsnažnije obilježio hrvatski tomizam u drugoj polovici 20. st. Uvelike je zaslužan za približavanje djela sv. Tome Akvinskog hrvatskoj javnosti.
Tomo Vereš je pisao na hrvatskom, mađarskom, njemačkom i francuskom jeziku. Djela su mu prevedena na engleski, talijanski, slovenski, španjolski i albanski jezik. 
Tomo Vereš je zaslužan i u istraživanju najstarijeg hrvatskog sveučilišta. On je do otkrića da je dominikanski samostan u Zadru najstarije hrvatsko sveučilište došao proučavajući dokumente generala dominikanskog reda koji je utemeljio zadarski samostan.

## Djela
- Filozofsko-teološki dijalog s Marxom, Zagreb: FTI, 1973, 218 str.; 2. izdanje Zagreb, 1981., 320 str.
- Astronomija i teodicija, Sarajevo, 1975.
- Iskonski mislilac, Zagreb: Dominikanska naklada Istina, 1978, 203 str.
- Toma Akvinski, Izabrano djelo, Zagreb: Nakladni zavod Globus, 1981, 420 str.; 2. prošireno i znatno dotjerano izdanje, Zagreb, 2005, 839 str.
- Pružene ruke. Prilozi za dijalog između marksista i kršćana, Zagreb: FTI, 1989, 473 str.
- Toma Akvinski, Država, Zagreb: Nakladni zavod Globus, 1990, 350 str.
- Albertus Magnus, Philosophia realis, svezak prvi, Zagreb: Demetra, 1994, 231 str.
- Dominikansko opće učilište u Zadru (1396. – 1807.): prvo hrvatsko sveučilište, Zagreb: Nakladni zavod Globus, 1996, 101 str.
- Bunjevačko pitanje danas, Subotica: NIP Subotičke novine, 1997, 144 str.
- Sveti Vlaho i Dubrovnik, Zagreb, 1998, 53 str.
- Razmišljanja jednog kršćanina. Stazama suglasja razuma i vjere, Zagreb: HKD Sv. Jeronima, 2000, 222 str.

## Nagrade i priznanja
10. lipnja 2000. ga je Učitelj Dominikanskog reda fr. Timothy Radcliffe O.P. promaknuo u "učitelja svete teologije" (magister in sacra theologia). Ovo odlikovanje je najveće priznanje među dominikancima, a daje ga se za osobite zasluge na unapređenju znanosti, s naglaskom na filozofske i teološke.
2013. godine Zavod za kulturu vojvođanskih Hrvata utemeljio je nagradu za najbolju knjigu iz područja publicistike i znanosti na hrvatskom jeziku koja nosi njegovo ime, Nagradu Tomo Vereš.

## Vanjske poveznice
- Croatia.ch  Arhivirana inačica izvorne stranice od 31. listopada 2009. (Wayback Machine) Anto Gavrić, Peta obljetnica smrti Tome Vereša
- Veritas - Magnificat anima mea Dominum  Arhivirana inačica izvorne stranice od 24. srpnja 2007. (Wayback Machine) Umro dominikanac fr. dr. Tomo Vereš
- In memoriam Tomo Vereš O.P. (1930. – 2002.) // Obnovljeni život, Vol. 58., No. 1., ožujak 2003., (Hrčak)
- Glas Koncila  Arhivirana inačica izvorne stranice od 27. listopada 2007. (Wayback Machine) Toma Akvinski - aktualni naučitelj čovječnosti
- Institut za filozofiju  Arhivirana inačica izvorne stranice od 12. lipnja 2007. (Wayback Machine) U potrazi za najstarijim hrvatskim sveučilištem